# Tabernaemontana stapfiana
Tabernaemontana stapfiana là một loài thực vật có hoa trong họ La bố ma. Loài này được Britten miêu tả khoa học đầu tiên năm 1894.